# 214-es busz (Budapest)
A budapesti 214-es jelzésű autóbusz a Móricz Zsigmond körtér és a Baross Gábor-telep, Ispiláng utca között közlekedik, kizárólag a munkanapi csúcsidőszakokban. A vonalat az ArrivaBus üzemelteti.

## Története
2008. szeptember 6-án a 14-es buszt 214-esre számozták át, útvonala változatlan maradt. Ugyanekkor új járatot indítottak 213-as jelzéssel a Török utcáig.
2011. december 1-jétől a 114-es, a 213-as és a 214-es buszok a 973-as busz Budafok kocsiszín nevű megállójában is megáll.
A 4-es metró elindulásáig az útvonala azonos volt a 114-es és a 213-as buszokéval a Kosztolányi Dezső tér és a Budatétényi sorompó között.
2016. június 6-án meghosszabbították a Móricz Zsigmond körtérig, illetve az Etele út helyett a Kondorosi úton közlekedik. Üzemideje lecsökkent, csak csúcsidőszakban közlekedik.
2020. április 1-jén a koronavírus-járvány miatt bevezették a szombati menetrendet, ezért a vonalon a forgalom szünetelt. Az intézkedést a zsúfoltság miatt már másnap visszavonták, így április 6-ától újra a tanszüneti menetrend van érvényben, a szünetelő járatok is újraindultak.

## Útvonala
| Baross Gábor-telep, Ispiláng utca felé |
| Móricz Zsigmond körtér vá. – Bartók Béla út – Tétényi út – Kondorosi út – Fehérvári út – felüljáró – Leányka utca – Savoyai Jenő tér – Kossuth Lajos utca – Nagytétényi út – Minta utca – Dózsa György út – XIII. utca – Baross Gábor-telep, Ispiláng utca vá.                          |
| Móricz Zsigmond körtér felé |
| Baross Gábor-telep, Ispiláng utca vá. – XIII. utca – Dózsa György út – Minta utca – Nagytétényi út – Mária Terézia utca – Savoyai Jenő tér – Leányka utca – felüljáró – Fehérvári út – Kondorosi út – Tétényi út – Bartók Béla út – Móricz Zsigmond körtér – Móricz Zsigmond körtér vá. |

## Megállóhelyei
| 0  | Móricz Zsigmond körtér M végállomás          | 40 | 7, 27, 33, 33A, 58, 114, 213, 240 6, 17, 19, 41, 47, 49, 56, 56A, 61                                                          |
| 1  | Kosztolányi Dezső tér                        | 38 | 7, 53, 58, 114, 150, 150B, 153, 154, 212, 212A, 212B, 213, 240 19, 49                                                         |
| 3  | Karolina út                                  | 36 | 7, 58, 114, 153, 213 19, 49                                                                                                   |
| 4  | Szent Imre Kórház                            | 35 | 7, 58, 114, 153, 213 |
| 5  | Tétényi út 30.                               | 34 | 7, 58, 114, 153, 213 |
| 6  | Bikás park M                                 | 33 | 1 7, 58, 114, 153, 213 689, 691                                                                                               |
| 7  | Puskás Tivadar utca                          | 31 | 7, 114, 153 |
| 7  | Bornemissza tér                              | 29 | 7, 114, 153 |
| ∫  | Andor utca / Tétényi út                      | 28 | 7, 114, 153 |
| 9  | Csurgói út                                   | 27 | 7, 114 |
| 10 | Nyéki Imre Uszoda                            | 25 | 114 |
| 12 | Albertfalva utca                             | 23 | 114, 213 17, 41, 47, 56 |
| 13 | Fonyód utca                                  | 23 | 114, 213 17, 41, 47, 56 |
| 15 | Budafok kocsiszín                            | 22 | 7, 58, 114, 213 17, 41, 47, 56 S30 G30 S34 S35 S36 (Albertfalva megállóhely)                                                  |
| 17 | Leányka utcai lakótelep                      | 20 | 33, 58, 114, 133E, 141, 158, 213, 250, 251 47, 56                                                                             |
| 18 | Savoyai Jenő tér                             | 19 | 33, 58, 114, 133E, 141, 158, 213, 250, 250B, 251, 251A, 251E 47, 56                                                           |
| 19 | Városház tér                                 | 18 | 33, 58, 114, 133E, 141, 158, 213, 250, 250B, 251, 251A, 251E 47, 56 S30 G30 S34 S35 S36 S40 S42 G43 G44 (Budafok megállóhely) |
| 21 | Tóth József utca                             | 16 | 33, 58, 114, 141, 158, 213, 250, 250B                                                                                         |
| 23 | Vágóhíd utca                                 | 15 | 33, 114, 213 |
| 25 | Háros vasútállomás                           | 14 | 33, 114, 133E, 213 |
| 26 | Háros utca                                   | 13 | 33, 114, 133E, 213 |
| 27 | Jókai Mór utca                               | 11 | 33, 114, 133E, 138, 150, 150B, 213                                                                                            |
| 28 | Lépcsős utca                                 | 10 | 33, 114, 133E, 138, 150, 150B, 213 705 1120                                                                                   |
| 29 | Budatétény vasútállomás (Növény utca)        | 9  | 13, 13A, 33, 88, 101E, 113, 113A, 114, 133E, 213, 287 700 S40 S42 G43 G44 (Budatétény megállóhely)                            |
| 30 | Rózsakert utca / Minta utca                  | 8  | 13, 13A, 88, 101B, 101E, 113, 113A, 114, 213, 287                                                                             |
| 31 | I. utca                                      | 5  | 13, 13A, 88, 101B, 113, 113A, 213, 287                                                                                        |
| 31 | Tátra utca                                   | 4  | 101B, 213, 287 |
| 32 | Szent László utca                            | 3  | 101B, 114, 213, 287 |
| 34 | Bem tábornok utca                            | 3  | 114, 213, 287 |
| 35 | XIII. utca / Dózsa György út                 | 2  | 114, 213, 287 |
| 36 | XVI. utca                                    | 0  | 114 |
| 38 | Baross Gábor-telep, Ispiláng utca végállomás | 0  | 114 |